# Tension des gaz du sang
 (juillet 2023).
Le contenu est difficilement compréhensible vu les erreurs de traduction, qui sont peut-être dues à l'utilisation d'un logiciel de traduction automatique.
La tension des gaz du sang signifie la pression partielle de gaz dans le sang. Il y a plusieurs raisons pour mesurer le gaz de tension ; les tensions de gaz les plus mesurées sont celles de l'oxygène (PxO2), du dioxyde de carbone (PxCO2) et du monoxyde de carbone (PxCO). L'indice x dans chaque symbole représente la source du gaz mesuré; "a" correspond à artérielle, "A" à alvéolaire, "v" à veineux et "c" à capillaire. les tests des gaz du sang (tel que la gazométrie) mesure ces pressions partielles.

## La tension d'oxygène
La pression partielle normale d'oxygène du sang artériel
PaO2 – se situe entre 75 mmHg et 100 mmHg, au niveau de la mer (765 mm Hg),,.
La pression partielle normale d'oxygène du sang veineux
PvO2 – se situe entre 30 mmHg et 40 mmHg au niveau de la mer,. 

## La tension du dioxyde de carbone
Le dioxyde de carbone est un produit du métabolisme des aliments. Il possède des effets toxiques à haute concentration, y compris: la dyspnée, l'acidose et l'altération de la conscience.
Pression partielle normale du dioxyde de carbone du sang artériel.
PaCO2 – se situe entre 35 mmHg et 45 mmHg.
Pression partielle normale du dioxyde de carbone du sang veineux.
PvCO2 – se situe entre 40 mmHg et 50 mmHg.

## La tension du monoxyde de carbone
Pression partielle normale du monoxyde de carbone du sang artériel.
PaCO – est d'environ 0.02 mmHg. Elle peut être légèrement plus élevée chez les fumeurs et les personnes vivant dans des zones urbaines denses.

## Importance clinique
La pression partielle du gaz dans le sang est importante car elle est directement liée à la ventilation et l'oxygénation. Quand La PaCO2 et le HCO3 (et les Lactates) sont utilisés en contingence avec le pH du sang, ils permettent de suggérer au praticien quelles interventions, si besoin, devraient être faites,. Une enquête auprès des personnes en bonne santé a été faite pour mesurer la "normale" des valeurs des gaz du sang et leurs variations selon l'âge, le sexe, le poids et la taille. Il a également été constaté que ces valeurs dépendent de la pression atmosphérique, et donc de l'altitude. Des calculatrices en ligne permettent de calculer la normale attendue des valeurs de tension des gaz du sang et des pH basée sur l'âge du patient, la taille, le sexe, le poids et la pression atmosphérique.

## Équations

### La teneur en oxygène
{\displaystyle C_{a}O_{2}=1{,}36\cdot Hgb\cdot {\frac {S_{a}O_{2}}{100}}+0{,}0031\cdot P_{a}O_{2}}
La constante, 1,36, est la quantité d'oxygène (ml à 1 atmosphère) lié par gramme d'hémoglobine. La valeur exacte de cette constante varie de 1,34 à 1,39, selon la source et manière de la calculer. La constante 0,0031 représente la quantité d'oxygène dissous dans le plasma. La dissolution de l'oxygène est généralement faible par rapport à l'oxygène lié à l'hémoglobine mais elle devient significative à très haute PaO2 (comme dans une chambre hyperbare) ou dans le cas d'une grave anémie.

### La saturation en oxygène
{\displaystyle SO_{2}=({\frac {23\;400}{pO_{2}^{3}+150pO_{2}}}+1)^{-1}}
Ceci est une estimation qui ne tient pas compte des changements de température, du pH et des concentrations de 2,3 DPG.